# Gianluca Ferrari
Gianluca Ferrari (30 de junio de 1997, Rosario, Provincia de Santa Fe, Argentina) es un futbolista argentino que juega en la posición de defensor central en el Atlético Tucumán de la Primera División de Argentina, a préstamo desde Godoy Cruz.

## Trayectoria

### Inicios
Comenzó su carrera en las inferiores de Tiro Federal, luego pasó a Unión de Santa Fe y posteriormente recorrió el ascenso italiano. Fue fichado por el Scandicci y más tarde cedido al Latina, por entonces en la Serie B, donde disputó el Torneo Primavera con la Reserva. Antes de su regreso a la Argentina pasó por la Primera de Montecatini, club que militaba en la Serie D.

### San Lorenzo
A mediados de 2017, habiendo quedado libre tras su paso por el ascenso en Italia, se probó en San Lorenzo. Fue ubicado en la Cuarta División desde donde se afianzó hasta alcanzar la Reserva. Debutó oficialmente el 7 de octubre de 2018 ante Banfield y dos meses más tarde marcó su primer gol en el empate 2-2 frente a Aldosivi.

### Godoy Cruz
Primero se iría a préstamo a Godoy Cruz por parte de San Lorenzo en 2020, luego sería fichado por el Tomba en 2021.

### Atlético Tucumán
En el 2024 fue a préstamo a Atlético Tucumán, su debut se produjo el 6 de febrero de ese mismo año, en un partido contra Argentinos Juniors que terminaría en empate a 0. Luego de tres partidos sufrió una fractura de clavícula que lo dejaría fuera de las canchas por varios partidos. Meses después de recuperarse de esa lesión, mostró un gran nivel en el equipo Decano, tal así que en un partido de Liga Profesional, marcó un doblete ante Independiente Rivadavia que sellaría una victoria de 2 a 1.

## Clubes
Actualizado al 11 de septiembre de 2019
| Club                      | País      | Año           | Partidos | Goles |
| ------------------------- | --------- | ------------- | -------- | ----- |
| ACV Scandicci Giovanili   | Italia    | 2014-2015     |          |       |
| Latina (Cedido)           | Italia    | 2014-2015     |          |       |
| ADV Montecatini           | Italia    | 2015-2017     |          |       |
| San Lorenzo               | Argentina | 2017 - 2020   | 30       | 1     |
| Godoy Cruz                | Argentina | 2021- 2023    | 76       | 2     |
| Atlético Tucumán (cedido) | Argentina | 2024-presente | 6        | 2     |

## Palmarés

### Reserva
| Título                      | Club        | Sede      | Año  |
| --------------------------- | ----------- | --------- | ---- |
| Superliga Reserva 2018/19   | San Lorenzo | Argentina | 2019 |
| Copa Superliga Reserva 2019 | San Lorenzo | Córdoba   | 2019 |